# Baetis fuscatus
 (septembre 2023).
Si vous disposez d'ouvrages ou d'articles de référence ou si vous connaissez des sites web de qualité traitant du thème abordé ici, merci de compléter l'article en donnant les références utiles à sa vérifiabilité et en les liant à la section « Notes et références ».
Espèce
Baetis fuscatus est une espèce d'insectes de l'ordre des éphéméroptères.
Baetis fuscatus a aussi été appelé Baetis bioculatus, à cause des yeux en « turban » de très grande taille et jaune vif des subimagos et imagos mâles de cette espèce.

## Caractéristiques physiques
- Nymphe : de 5 à 8 mm pour le corps
- Imago :
  - Corps : de 6 à 8 mm
  - Cerques : ♂ 12 à 13 mm, ♀ 10 à 11 mm
  - Ailes : de 7 à 8 mm

## Localisation
Très abondant sur tous les cours d'eau d'Europe, notamment sur les zones à ombres.

Baetis fuscatus est pratiquement absent des rivières à pH plutôt acide.
Cette espèce est morphologiquement très proche de Baetis scambus, plus inféodées aux torrents et petits cours d'eau.

## Éclosion
Surtout de mai à mi-septembre, par petites éclosions bien distinctes.